# Grizzlys Wolfsburg
A Grizzlys Wolfsburg egy német jégkorongcsapat Wolfsburgban. A csapat a Deutsche Eishockey Ligában játszik.

## Története
A klubot 1964-ben alapították SEC Wolfsburg néven.

### Korábban használt nevek
- 1964–1971 – SEC Wolfsburg
- 1971–1986 – TV Jahn Wolfsburg
- 1986–1994 – ESC Wolfsburg
- 1994–1996 – EC Wolfsburg
- 1996–2015 – EHC Grizzly Adams Wolfsburg
- 2015–napjainkig – Grizzlys Wolfsburg

## Helyezések
Deutsche Eishockey Liga: 2. hely (2015-16, 2016-17)